# Sklaven des Kapitals
Sklaven des Kapitals è un film muto del 1919 diretto da Wolfgang Neff.

## Produzione
Il film fu prodotto dalla Felicia Film di Berlino.

## Distribuzione
Distribuito dalla Felicitas-Film, uscì nelle sale cinematografiche tedesche il 26 settembre 1919.